# ライオネル・ルイス
ライオネル・ルイス（Lionel Lewis、1982年12月16日 - ）は、シンガポールの元サッカー選手。元シンガポール代表。ポジションはGK。
2002年にシンガポール代表としてデビューして以来、その巨体とセーブ能力で同国のゴールを守り続けた。2004 タイガーカップでは最優秀選手に選出された他、2006年のアジア年間最優秀選手賞の候補にも挙がった。

## クラブ歴
2001年にゲイラン・ユナイテッドFCでプロデビュー。その当初からシャーリル・ジャンタン、ハッサン・サニーと並んで同国随一のゴールキーパーとして名を馳せた。2年の在籍中に60試合に出場し、2003年にヤング・ライオンズへ移籍した。2004年8月には兵役の関係もあり一旦ホーム・ユナイテッドに移籍し、AFCカップに出場した。2005年にはホーム・ユナイテッドに完全移籍した。しかし、興味を持ったクラブは同クラブだけでなく、例えばバレスティア・カルサFCの監督のアブドゥル・カリム・ラザクは「シーズンで20点をチームに与えるゴールキーパー」と評した。
2007年12月21日にはイングランド・プレミアリーグのマンチェスター・シティFCで練習を積んだ。1週間後の28日に、スヴェン＝ゴラン・エリクソンは彼と契約をしない事を決定したため、同チームへの移籍とはならなかった。2008年1月13日にはスイス・スーパーリーグに所属するグラスホッパー・クラブ・チューリッヒの一週間のトライアルを受けた。しかし22日にはホーム・ユナイテッドとの契約を更新し、同チームへの移籍とはならなかった。
結果的に、2005年の移籍以降、現役を引退する2012年までホーム・ユナイテッドから移籍する事はなかった。

## 代表歴
10代の頃から、かつてのシンガポール代表監督であるヴィンセント・スブラマニアムには将来の代表を担う選手として注目されていた。その後2002年4月9日のモルディブ代表との親善試合で代表デビューを果たし、この試合を2-0で勝利した。しかし、2004年にハッサン・サニーが代表入りすると、背番号は18番となり、第2ゴールキーパーとして過ごす日々が続いた。
代表として東南アジアサッカー選手権や東南アジア競技大会にも出場した。彼を一躍有名にしたのが2004 タイガーカップであり、この大会での彼の完璧なパフォーマンスはシンガポールを優勝に導いた。そして、同大会の最優秀選手を受賞した。東南アジア競技大会には2001年、2003年、2005年と出場し、2006年にはアジア年間最優秀選手賞に東南アジアの選手として、そしてゴールキーパーとして唯一ノミネートされた。この賞へのノミネートはシンガポール史上初めての快挙でもあった。
2006年のキングス・カップ、タイ代表戦では、タイのフォワード、キャティサック・セーナームアンと衝突し、意識不明となった。試合後の報告によると、この衝突による怪我は重篤ではないとの事であった。

## 個人
南洋理工学院を卒業し、2005年にはノヴェーション・ビジネス・スクールで学業を積んだ。そして、スポーツ・レジャーマネジメントの分野でより高度な学位を取得した。2008年には英国のウルヴァーハンプトン大学でスポーツマネジメントの課程を修了した。現在は何曜理工学院の支援室で働いている。
彼にはかつて客室乗務員であった妻がおり、間に娘がいる。
また、マンチェスター・シティFCのファーストチームでトレーニングをした初めてのシンガポール人選手である事から、アジアの誇りとして東南アジアサッカー選手権ではゲストの著名人の一人として登場している。

## メディア
以前はアディダスと契約を結んでいたが、2010年にはプーマと契約を結んだ。
また、シンガポール国外で生産された商品を宣伝するTVコマーシャルに出演した初めてのSリーグ選手となった。
それ以外にもヨーロッパのスポーツ用栄養商品の企業であるマクシマッスルのブランド大使も務めている。

## タイトル

### クラブ
ゲイラン・ユナイテッドFC
- Sリーグ: 2001

ホーム・ユナイテッド
- シンガポール・カップ: 2005, 2011

### 代表
シンガポール
- 東南アジアサッカー選手権: 2004, 2007

### 個人
- 東南アジアサッカー選手権最優秀選手: 2004